# Arsinoë IV.
Arsinoë IV. (altgriechisch Ἀρσινόη Arsinóē; * etwa zwischen 68 und 65 v. Chr.; † 41 v. Chr. in Ephesos) war eine ägyptische Königin aus der Dynastie der Ptolemäer. Während des Alexandrinischen Krieges, den Gaius Iulius Caesar im Interesse ihrer älteren Schwester (oder Halbschwester) Kleopatra gegen ein für die Thronrechte ihres Bruders Ptolemaios XIII. kämpfendes ägyptisches Heer führte, hatte Arsinoë 48/47 v. Chr. für einige Zeit die Rolle der Gegenkönigin zu Kleopatra inne. In dieser Zeit stand sie formell an der Spitze der gegen Caesar kämpfenden Ägypter. Nach deren Niederlage musste sie 46 v. Chr. in Caesars Triumphzug erscheinen und ging dann ins Exil in den Tempel der Artemis in Ephesos. Dort wurde sie 41 v. Chr. auf Befehl von Marcus Antonius hingerichtet, der damit dem Wunsch der mittlerweile zu seiner Geliebten gewordenen Kleopatra nachkam.

## Abstammung
Arsinoë IV. war die jüngste Tochter des Ptolemaios XII. Neos Dionysos und stammte wahrscheinlich aus einer Ehe mit einer nach griechischer Auffassung illegitimen Gattin, vermutlich einer hochstehenden Ägypterin (vgl. Kleopatra VI.). Ferner war sie die jüngere Schwester und Rivalin der bekannten Kleopatra. Ihr genaues Geburtsdatum ist unbekannt.

## Rolle im Alexandrinischen Krieg
Nachdem Gaius Iulius Caesar 48 v. Chr. Alexandria (teilweise) besetzt hatte, beschloss er, den Thronstreit zwischen Kleopatra und ihrem jüngeren Bruder Ptolemaios XIII. zu schlichten, und rief die Geschwister zu sich in den Palast von Alexandria. Dort entschied er zugunsten der entmachteten Kleopatra VII., diese wieder an der Herrschaft zu beteiligen. Um den dadurch entstandenen Volksauflauf zu beruhigen, gab er das 58 v. Chr. von Rom annektierte Zypern an Ägypten zurück und ernannte Arsinoë und ihren jüngsten Bruder Ptolemaios XIV. zu Regenten der Insel.
Als der Alexandrinische Krieg dennoch begann, hielt Caesar nicht nur Ptolemaios XIII. und dessen Bruder Ptolemaios XIV., sondern auch Arsinoë im königlichen Palast in Alexandria in seinem Gewahrsam. Der „Wärter“ (nutricius) Arsinoës, ein Eunuch namens Ganymedes, konnte aber gemeinsam mit Arsinoë zu den Truppen des ägyptischen Kommandanten Achillas fliehen. Die Anwesenheit einer Angehörigen des Ptolemäerhauses legitimierte nun die Militäraktion der ägyptischen Armee gegen Caesar. Die Königstochter war auch alt genug, um nach dem Vorbild früherer Ptolemäerinnen eine relativ eigenständige und machtbewusste Rolle spielen zu können. Sie wurde zur Gegenkönigin zur bei den Alexandrinern unbeliebten und mit Caesar verbündeten Kleopatra erhoben. Diese Aktion richtete sich aber nicht gegen den ebenfalls caesarfeindlichen Ptolemaios XIII. Im Fall eines Sieges der Ägypter hätte Arsinoë den Platz Kleopatras an der Seite ihres Bruders einnehmen können. Um ihre Machtstellung zu stärken, musste sie freie Hand im Oberkommando über die Truppen bekommen und geriet darüber mit Achillas in Streit. An dessen Stelle sollte ihr Vertrauter Ganymedes treten. Beide Seiten suchten die Soldaten durch Bestechungen für sich zu gewinnen. Der Minister Potheinos befand sich im Königspalast in Caesars Machtbereich, unterstützte aber dennoch Achillas heimlich durch Boten. Doch der römische Feldherr kam hinter ihre Kontakte und ließ Potheinos hinrichten. Dadurch wurde aber Arsinoës Position bei der Gegenseite gestärkt. Um gegen Achillas vorgehen zu können, warf ihm Ganymedes versuchten Verrat an der ägyptischen Flotte vor. Arsinoë ließ daraufhin Achillas mit dem Schwert hinrichten, und Ganymedes rückte nun zum neuen Oberbefehlshaber auf.
Trotz einiger respektabler Erfolge gegen Caesar waren die Ägypter bald mit dem Eunuchen unzufrieden. Anscheinend waren Arsinoë und Ganymedes zumindest schon teilweise entmachtet, als die Alexandriner Caesar um die Freilassung des Ptolemaios XIII. ersuchten und diese auch erreichen konnten. Danach spielte Arsinoë bis zum Sieg Caesars (Anfang 47 v. Chr.) keine Rolle mehr.

## Exil und Tod
Als der Diktator seiner Geliebten Kleopatra faktisch die ganze Macht über Ägypten gab, ließ er gleichzeitig ihre jüngere Schwester Arsinoë außer Landes schaffen. Diese musste im Juli 46 v. Chr. auch in Rom bei Caesars großem Triumphzug auftreten. Die zuschauenden Römer bedauerten aber die gefesselte Königstochter, während sie sich über die ebenfalls zur Schau gestellten Bilder der besiegten Feinde Potheinos und Achillas freuten. Danach durfte Arsinoë in den Tempel der Artemis in Ephesos ins Exil gehen.
Als Kleopatra in der Nachfolge des ermordeten Caesar den römischen Triumvirn Marcus Antonius zu ihrem Geliebten gemacht hatte, veranlasste sie ihn, ihre verhasste Schwester Arsinoë in deren Exil hinrichten zu lassen (41 v. Chr.). Da Arsinoë ein Mitglied des Ptolemäerhauses war, stellte sie eine latente, wenn auch keine unmittelbare Gefahr für Kleopatra dar, die durch ihren Sohn Kaisarion ihrer eigenen Linie den Thron Ägyptens sichern wollte. Mit der Tötung ihrer Schwester handelte Kleopatra in typischer Tradition der Ptolemäer, deren jeweilige Herrscher oft Verwandte als potentielle Gefahrenquelle für ihre eigene Regierung hatten ermorden lassen. Der Priester (Megabyzos), der Arsinoë bei ihrer Ankunft im Artemistempel als Königin begrüßt hatte, wurde nur aufgrund eines Gesuchs einer Gesandtschaft aus Ephesos verschont. Der Historiker Christoph Schäfer hält die Angabe des antiken Geschichtsschreibers Appian, dass Antonius den Megabyzos erst nach einer Bitte der ephesischen Boten bei Kleopatra selbst am Leben ließ, für absichtlich falsche Propaganda. Stattdessen glaubt Schäfer, dass Antonius den Priester aus eigenem Antrieb freisprach.
Das Grab der Arsinoë wurde von der Archäologin Hilke Thür mit einem oktogonalen Grabbau an der Kuretenstraße im Zentrum von Ephesos identifiziert. Zwar fehlt die Grabinschrift, doch ist das Monument in die Zeit von 50 bis 20 v. Chr. datierbar, und in der unterirdischen Grabkammer wurde 1926 das Skelett einer jungen adligen Person aufgefunden. Das Skelett war jedoch unvollständig. 1929 wurde der Schädel aus der Grabkammer entnommen und war lange Zeit unauffindbar. Archäologen der Universität Graz konnten den Schädel im Dezember 2022 finden. Der Abgleich mit alten Fotos bestätigt, dass es sich um den Schädel aus dem Grab in Ephesos handelt. Aufgrund der aufwendigen Grabkammer liegt die Vermutung nahe, dass die Person der damaligen hohen Aristokratie angehörte. Von deren Vertretern ist aber nur von Arsinoë bekannt, dass sie in Ephesos starb. Hätte es sich tatsächlich um ihre letzte Ruhestätte gehandelt, wären ihre sterblichen Überreste als einzige ihrer Dynastie bis heute erhalten geblieben. Nach neuen Erkenntnissen handelt es aber bei dem Schädel um den Kopf eines 11–14-jährigen Jungen, wie mehrere Tests ergaben. Damit bleiben die sterblichen Überreste der Arsinoe weiter nicht auffindbar.